# Filips van Lotharingen

De Ridder van Lotharingen, voorgesteld als Ganymedes, geschilderd door Baldassare Franceschini.

Filips van Lotharingen (1643 — Parijs, 7 december 1702), ook bekend als de Chevalier de Lorraine, was een Franse edelman uit het Huis Guise, en was de favoriete minnaar van prins Filips van Orléans.

## Biografie
Filips van Lotharingen werd geboren als de tweede zoon van graaf Hendrik van Harcourt en Marguerite-Philippe du Cambout. Omstreeks 1665 werd hij de geliefde van prins Filips van Orléans toen hij in Parijs op het hof van Henriëtta Anne van Engeland en haar moeder in het Palais-Royal woonde. Toen drie jaar later Filips van Orléans met Henriëtta Anne trouwde kwamen de twee geliefden nog dichterbij elkaar te wonen.
Onder invloed van Henriëtta Anne werd Filips van Lotharingen in 1670 gevangen gezet. Eerst in Lyon, vervolgens in het Château d'If en uiteindelijk volgde er een verbanning naar Rome. Slechts na een maand keerde hij weer terug uit ballingschap. In 1682 werd hij opnieuw verbannen, ditmaal vanwege zijn poging om de nog jonge Lodewijk van Vermandois, bastaardzoon van Lodewijk XIV van Frankrijk, te verleiden. Naast zijn verhouding met de hertog van Orléans had hij ook nog diverse minnaressen, waaronder Catherine Charlotte de Gramont.
Filips overleed in 1702 aan een beroerte.

## In populaire media
De Canadese acteur Evan Williams portretteerde Filips van Lotharingen in de serie Versailles.